# Scaptesyle rothschildi
Scaptesyle rothschildi là một loài bướm đêm thuộc phân họ Arctiinae, họ Erebidae.